# Ligne Sasaguri
La ligne Sasaguri (篠栗線, Sasaguri-sen) est une ligne ferroviaire située dans la préfecture de Fukuoka au Japon. Elle relie la gare de Keisen à Keisen à la gare de Yoshizuka à Fukuoka. La ligne est exploitée par la compagnie JR Kyushu.
La ligne Sasaguri constitue une partie de la ligne Fukuhoku Yutaka.

## Histoire
La section entre Yoshizuka et Sasaguri est ouverte par les chemins de fer de Kyūshū (九州鉄道, Kyūshū Tetsudō) en 1904. La ligne est nationalisée en 1907. En 1968, la ligne est prolongée de Sasaguri à Keisen.

## Caractéristiques

### Ligne
- Longueur : 25,1 km
- Ecartement : 1 067 mm
- Alimentation : 20 000 V-60 Hz par caténaire
- Nombre de voies : Voie unique

### Gares
| Numéro | Gare             | Nom japonais | Distance (km) | Correspondances                        | Localisation       |
| ------ | ---------------- | ------------ | ------------- | -------------------------------------- | ------------------ |
| JC11   | Keisen           | 桂川         | 0             | JR Kyushu : Chikuhō (interconnexion)   | Keisen             |
| JC10   | Chikuzen Daibu   | 筑前大分     | 3,2           |                                        | Iizuka             |
| JC09   | Kurōbaru         | 九郎原       | 5,2           |                                        | Iizuka             |
| JC08   | Kido Nanzōin-mae | 城戸南蔵院前 | 10,2          |                                        | Sasaguri           |
| JC07   | Chikuzen Yamate  | 筑前山手     | 11,7          |                                        | Sasaguri           |
| JC06   | Sasaguri         | 篠栗         | 14,8          |                                        | Sasaguri           |
| JC05   | Kadomatsu        | 門松         | 17,4          |                                        | Kasuya             |
| JC04   | Chōjabaru        | 長者原       | 19,4          | JR Kyushu : Kashii                     | Kasuya             |
| JC03   | Harumachi        | 原町         | 20,1          |                                        | Kasuya             |
| JC02   | Yusu             | 柚須         | 22,6          |                                        | Kasuya             |
| JC01   | Yoshizuka        | 吉塚         | 25,1          | JR Kyushu : Kagoshima (interconnexion) | Hakata-ku, Fukuoka |